# Knieja (powiat żniński)
Knieja – wieś w Polsce położona w województwie kujawsko-pomorskim, w powiecie żnińskim, w gminie Barcin. Wieś jest częścią składową sołectwa Józefinka.
W latach 1975–1998 miejscowość administracyjnie należała do województwa bydgoskiego. Według Narodowego Spisu Powszechnego (III 2011 r.) liczyła 162 mieszkańców. Jest jedenastą co do wielkości miejscowością gminy Barcin.